# Marianna Hill
Pour les articles homonymes, voir Hill.

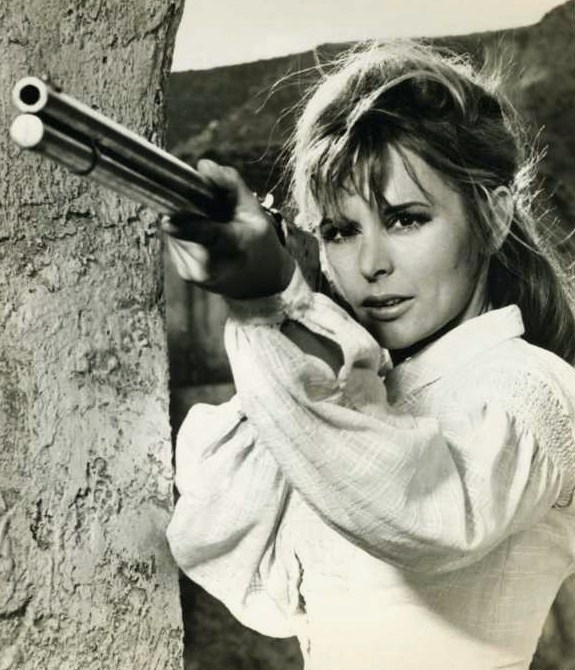
Dans El Condor (1970, photo promotionnelle)

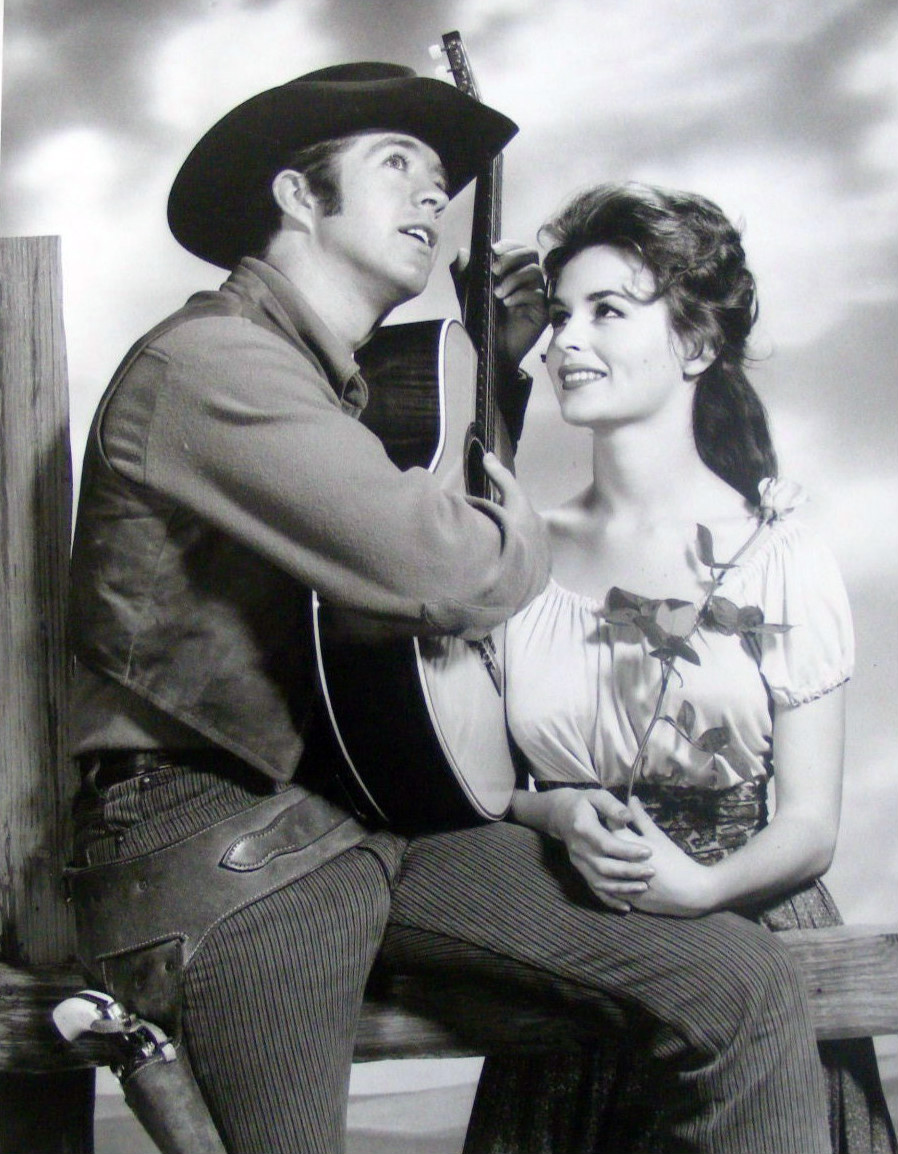
Avec Clu Gulager, dans la série The Tall Man (1960-1961, photo promotionnelle)

Marianna Hill (parfois créditée Mariana Hill) est une actrice américaine, née Mariana Schwarzkopf le 9 février 1942 à Santa Barbara (Californie).

## Biographie
Sous le pseudonyme de Marianna Hill, elle contribue au cinéma à vingt-deux films américains — à ce jour —, sortis entre 1962 et 2005. Citons Ligne rouge 7000 d'Howard Hawks (1965, avec James Caan et Charlene Holt), les westerns El Condor de John Guillermin (1970, avec Jim Brown et Lee Van Cleef) et L'Homme des Hautes Plaines de Clint Eastwood (1973, avec Clint Eastwood et Verna Bloom), ainsi que Le Parrain 2 de Francis Ford Coppola (1974, avec Al Pacino et John Cazale).
Elle est surtout active à la télévision, où elle collabore à cinquante-cinq séries entre 1960 et 1984 — également à ce jour —, dont Star Trek (un épisode, 1966, avec William Shatner et Leonard Nimoy), Les Mystères de l'Ouest (un épisode, 1967, avec Robert Conrad et Ross Martin) et Kung Fu (un épisode, 1974, avec David Carradine et Soon-Tek Oh). S'y ajoutent deux téléfilms, diffusés respectivement en 1976 et 1977.

## Filmographie

### Au cinéma (intégrale)
- 1962 : Married Too Young de George Moskov : Marla
- 1963 : Les Fauves meurtriers (Black Zoo) de Robert Gordon : Audrey
- 1963 : Le Divan de l'infidélité (Wives and Lovers) de John Rich : petit rôle indéterminé (non créditée)
- 1964 : Les Nouveaux Internes (The New Interns) de John Rich : Sandy
- 1964 : L'Homme à tout faire (Roustabout) de John Rich : Viola (non créditée)
- 1965 : Chambre à part (That Funny Feeling) de Richard Thorpe : Kitty (non créditée)
- 1965 : Ligne rouge 7000 (Red Line 7000) d'Howard Hawks : Gabrielle
- 1966 : Paradis hawaïen (Paradise, Hawaiian Style) de Michael D. Moore : Lani Kaimana
- 1969 : Medium Cool d'Haskell Wexler : Ruth
- 1970 : El Condor de John Guillermin : Claudine
- 1970 : Le Bourreau (The Traveling Executioner) de Jack Smight : Gundred Herzallerliebst
- 1972 : Thumb Tripping de Quentin Masters : Lynn
- 1973 : Messiah of Evil de Willard Huyck et Gloria Katz :: Arletty
- 1973 : The Baby de Ted Post : Germaine Wadsworth
- 1973 : L'Homme des Hautes Plaines (High Plains Drifter) de Clint Eastwood : Callie Travers
- 1974 : The Last Porno Flick de Ray Marsh : Mary
- 1974 : Le Parrain 2 (Mario Puzo's The Godfather : Part II) de Francis Ford Coppola : Deanna Corleone
- 1976 : L'Étrangleur invisible (The Astral Factor) de John Florea : Bambi Greer
- 1980 : Schizoid de David Paulsen : Julie
- 1980 : La Plage sanglante (Blood Beach) de Jeffrey Bloom (en) : Catherine Hutton
- 1988 : Chief Zabu de Neil Cohen : rôle non spécifié
- 2005 : Coma Girl : The State of Grace de Dina Jacobsen : Mme Anderson

### À la télévision (sélection)
(séries, sauf mention contraire)
- 1960-1961 : The Tall Man
  - Saison 1, épisode 6 A Bounty for Billy (1960) de Franklin Adreon, épisode 11 And the Beast (1960), épisode 15 Billy's Baby (1960) de Franklin Adreon et épisode 26 The Last Ressource (1961) : Rita
  - Saison 2, épisode 7 The Judas Palm (1961) de Sidney Lanfield : Rita
- 1960-1962 : 77 Sunset Strip
  - Saison 2, épisodes 24 et 25 The Return to San Dede (1960), Part I Desert Story & Part II Capitol Story : Juanita
  - Saison 3, épisode 6 The Negotiable Blonde (1960) : La fille latine
  - Saison 4, épisode 33 The Lovely American (1962) de Michael O'Herlihy : Silvana Mello
- 1960-1962 : Dobie Gillis (The Many Loves of Dobie Gillis)
  - Saison 2, épisode 7 Maynard G. Krebs, Boy Millionaire (1960) de Rod Amateau : rôle non spécifié
  - Saison 3, épisode 36 The Frat's in the Fire (1962) de Stanley Z. Cherry : Brenda LaBelle
- 1961 : L'Ouest aux deux visages (Two Faces West)
  - Saison unique, épisode 14 The Witness : La bohémienne
- 1962 : Les Incorruptibles (The Untouchables)
  - Saison 4, épisode 10 Cinq contre un (A Fist of Five) d'Ida Lupino : Laurie Reagan
- 1963 : Perry Mason, première série
  - Saison 6, épisode 25 The Case of the Greek Goddess de Jesse Hibbs : Theba
- 1963 : Gunsmoke ou Police des plaines (Gunsmoke ou Marshal Dillon)
  - Saison 9, épisode 13 Pa Hack's Brood de Jerry Hopper : Annie
- 1964 : Bonanza
  - Saison 5, épisode 15 Ponderosa Matador de Don McDougall : Dolores Tenino
- 1964 : Le Jeune Docteur Kildare (Dr. Kildare)
  - Saison 3, épisode 19 Onions, Garlics and Flowers That Bloom in the Spring : Gina Crain
- 1964 : le Plus Grand Chapiteau du monde (The Greatest Show on Earth)
  - Saison unique, épisode 22 The Last of the Strongmen : Edie
- 1964 : L'Homme à la Rolls (Burke's Law), première série
  - Saison 1, épisode 26 Who Killed Molly ? de Don Weis : Doc Goddard
- 1964 : Les Aventuriers du Far West (Death Valley Days)
  - Saison 13, épisode 4 From the Earth a Heritage d'Harmon Jones : Tula
- 1964 : Au-delà du réel (The Outer Limits), première série
  - Saison 2, épisode 9 Le Robot (I, Robot) : Nina Link
- 1966 : Batman
  - Saison 2, épisode 7 Les Scarabées (The Spell of Tut) de Larry Peerce et épisode 8 Le Repas des crocodiles (Tut's Case Is Shut) de Larry Peerce : Cleo Patrick
- 1966 : Star Trek
  - Saison 1, épisode 9 Les Voleurs d'esprit (Dagger of the Mind) de Vincent McEveety : Dr Helen Noel
- 1966-1967 : Match contre la vie (Run for Your Life)
  - Saison 1, épisodes 23 et 24 Sequestro ! (1966), Parts I & II de Richard Benedict : Marta
  - Saison 3, épisode 5 Trip to the Far Side (1967) : Valerie Phillips
- 1967 : Les Espions (I Spy)
  - Saison 2, épisode 26 Train de nuit pour Madrid (Night Train to Madrid) : Joanne
- 1967 : Les Mystères de l'Ouest (The Wild Wild West)
  - Saison 2, épisode 28 La Nuit des bandits (The Night of the Bogus Bandits) : Belladonna
- 1968 : Mission impossible (Mission : Impossible), première série
  - Saison 2, épisode 19 Le Condamné (The Condemned) d'Alf Kjellin : Louisa Rojas
- 1968-1969 : Mannix
  - Saison 1, épisode 19 Pour un collier (You Can Get Killed Out There, 1968) : Marcie
  - Saison 3, épisode 7 On a noyé Barton (A Sleep in the Deep, 1969) : Ellen Barton
- 1969 : Sur la piste du crime (The F.B.I.)
  - Saison 4, épisode 19 The Patriot de Robert Day : Antonia
- 1969 : Papa Schultz ou Stalag 13 (Hogan's Heroes)
  - Saison 5, épisode 4 À la guerre comme à la guerre (The Gasoline War) : Louisa
- 1969 : Le Grand Chaparral (The High Chaparral)
  - Saison 3, épisode 5 Bad Day for a Bad Man : Juanita
- 1970 : Daniel Boone
  - Saison 6, épisode 17 Before the Tall Man de George Marshall : Nancy Hanks
- 1971 : Les Règles du jeu (The Name of the Game)
  - Saison 3, épisode 20 The Savage Eye de Leo Penn : Tracy
- 1974 : Kung Fu
  - Saison 2, épisode 19 Le Grand Amour de Chen Yi (The Passion of Chen Yi) de John Llewellyn Moxey : Louise Coblenz
- 1974 : Le Magicien (The Magician)
  - Saison unique, épisode 20 The Illusion of the Cat's Eye : Leila
- 1976 : Section 4 (S.W.A.T.)
  - Saison 2, épisode 23 Soldier on the Hill : Kate Devers
- 1976 : La Maison de l'amour et de la mort (Death at Love House), téléfilm d'E. W. Swackhamer : Lorna Love
- 1977 : Quincy (Quincy, M.E.)
  - Saison 1, épisode 4 Hot ice, Cold Hearts : Lisa
- 1977 : Relentless, téléfilm de Lee H. Katzin : Annie Lansford
- 1984 : Les Enquêtes de Remington Steele (Remington Steele)
  - Saison 3, épisode 10 À couper le souffle (Breath of Steele) de Don Weis : Brenda Flowers